# Theodore Levitt
Theodore Levitt (ur. 1 marca 1925 w Vollmerz w Niemczech, zm. 28 czerwca 2006 w Belmont w Massachusetts) – amerykański ekonomista, profesor Harvard Business School.

## Życiorys
Sławę zyskał dzięki artykułowi „Krótkowzroczność marketingu” (Marketing Myopia), który ukazał się w „Harvard Business Review“ w 1960 roku. Artykuł ten traktowany jest jako przełomowy dla powstania nowoczesnego marketingu. Levitt wskazuje na liczne przykłady krótkowzroczności działań marketingowych ograniczonych charakterystyką produktu i sugeruje redefiniowanie rynku przedsiębiorstwa jako obszaru zaspokajania potrzeb klientów.
Przypisywane jest mu autorstwo terminu globalizacja (artykuł Globalization of Markets, Harvard Business Review, maj–czerwiec 1983 r.).